# خفاش خون‌آشام بال‌سفید
خفاش خون‌آشام بال‌سفید (نام علمی: Diaemus youngi) نام یک گونه از زیرخانواده خفاش خون‌آشام است.